# Giovanni Favaretto Fisca
Giovanni Favaretto Fisca (Gambarare, 17 marzo 1902 – Venezia, 7 novembre 1986) è stato un politico italiano, sindaco di Venezia dal 1960 al 1970.

## Biografia
Laureato in ingegneria all'università di Padova (progettò, tra l'altro, l'Oratorio di Cristo Re alla Celestia con Giovanni Lirussi), si dedicò principalmente alla politica, prendendo parte alla formazione della Democrazia Cristiana veneziana sin dal 1944. Nel 1945 il CLN lo nominò vicepresidente della deputazione provinciale di Venezia, diventandone presidente nel 1949. Nel 1951, eletto consigliere provinciale, divenne presidente del consiglio e della giunta e mantenne tali cariche sino al 1960.
Ebbe anche ruoli direzionali in varie istituzioni pubbliche che, pur spettandogli di diritto essendo presidente della provincia, ricoprì sempre con grande impegno. Fu presidente del Consorzio provinciale antitubercolare, del Comitato provinciale ONMI e del Comitato provinciale antimalarico. Ebbe anche le cariche di presidente dell'Unione Provincie Trivenete, del Consorzio per la costruzione della strada Romea, del CdA dell'autostrada Padova-Venezia, nonché di membro dei CdA della fondazione Giorgio Cini, della Cassa di Risparmio di Venezia, del Consorzio per l'autostrada Padova-Brescia, del Consorzio per l'ampliamento del porto industriale di Marghera e del Consorzio per l'aeroporto Marco Polo. Infine, fu membro del Consiglio superiore del Ministero dei lavori pubblici.
Fu eletto sindaco di Venezia nel 1960, venendo riconfermato nel 1965. Il suo fu uno dei primi governi democristiani a spostarsi dal centro al centro-sinistra "organico", attraverso l'alleanza con il PSI. Grazie alla sua azione mediatrice, riuscì ad appianare le tensioni insorte tra le correnti progressiste e quelle più conservatrici.
Nel 1962 fu promotore, insieme alla fondazione Giorgio Cini, del convegno internazionale "Il problema di Venezia". Nello stesso anno propose, su sua iniziativa personale, di affidare all'architetto Le Corbusier l'incarico di sviluppare un progetto per il nuovo ospedale civile cittadino, nell'area del dismesso vecchio macello comunale all'estremità ovest del sestiere di Cannaregio. L'architetto accettò ma il piano, che suscitò parecchie polemiche, pur arrivando allo stadio esecutivo rimase irrealizzato, anche a seguito della morte di Le Corbusier avvenuta nel 1965.
Durante il suo secondo mandato, si trovò a gestire la drammatica alluvione del 1966. Due anni dopo Indro Montanelli scrisse una serie di articoli sul Corriere della Sera e rilasciò interviste con pesanti critiche riguardanti il sindaco ed altri esponenti democristiani; ne scaturirono delle querele, in seguito ritirate.
Nel 1968 fu presidente della XXXIV Esposizione internazionale d'arte.